# Ambiviricota
Ambiviricota es un filo de virus ARN monocatenario negativo de ambisentido establecido por el ICTV para la clasificación viral. La mayoría de los miembros fueron detectados por metagenómica y están asociados a hongos y microorganismos. 
Los virus de este filo carecen de cápside similar a Mitoviridae o Endornaviridae y están compuestos por una cadena de ARN y una RdRP por lo que no son verdaderos virus siendo un tipo de elemento genético móvil. Se distinguen de los otros virus por replicarse mediante un mecanismo de replicación en círculo rodante y formar una estructura similar a una varilla que contiene ribozimas tanto en orientación sentido como antisentido, similar a los viroides, agentes infecciosos pequeños y circulares que utilizan ribozimas para replicarse. Se ha sugerido que los ambivirus se originaron de un evento de recombinación entre un viroide y un virus de ARN. Los genomas de estos virus contienen al menos dos marcos de lectura abiertos en una orientación ambisentido no superpuesta. La estructura ambisentido permite que el virus codifique dos proteínas en cadenas opuestas de ARN.
El nombre Ambiviricota se deriva de la palabra latina "ambi", que significa "ambos", en referencia a la orientación ambisentido no superpuesta de los marcos de lectura abiertos en los genomas de los miembros de su taxón y el sufijo "-viricota" que indica su clasificación como un filo viral.

## Taxonomía
Se ha propuesto la siguiente clasificación:
- Clase Suforviricetes
  - Orden Crytulvirales
    - Familia Unambiviridae
    - Familia Dumbiviridae
    - Familia Trimbiviridae
    - Familia Quambiviridae